# 贺波洛乡
贺波洛乡，是中华人民共和国四川省凉山彝族自治州喜德县下辖的一个乡镇级行政单位。

## 行政区划
贺波洛乡下辖以下地区：
瓦吉村、四甘村、塔青村、基打村、尔吉村、跃进村、塔普村、补尔村和桌古村。